# Lohengrin

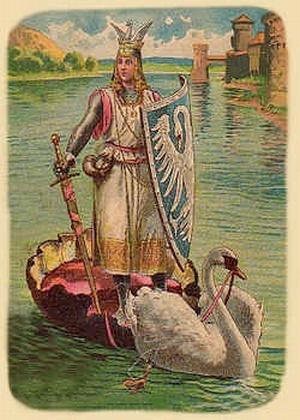
Vykort med Lohengrin från kring sekelskiftet 1900.

För operan av Wagner, se Lohengrin (opera)
Lohengrin var huvudpersonen i en medelhögtysk dikt med samma namn från omkring 1290 med utgångspunkt i sägner från Kleves, Brabants och Lothringens furstehus, med utgångspunkt i sägner om Henrik Fågelfängaren och Artursagan och diktningen om Graal.
Hjältens namn är identiskt med Garin le Loherain (Garin lothringaren), en person som förekommer i flera franska Chanson de geste. 
Enligt dikten från 1290 skickas Lohengrin, som är en Graal-riddare och son till Perceval, i ett av en svan draget skepp till Antwerpen för att för Elsa av Brabant kämpa mot Fredrik av Telramunt, som vill tvinga henne till giftermål. Lohengrin segrar, gifter sig med Elsa på villkor att hon inte frågar honom om hans namn och härkomst, och kämpar därefter framgångsrikt mot ungrare och saracener. När Elsa ställer den förbjudna frågan avslöjar Lohengrin för henne och kungen vem han är, och far bort med svanen för att aldrig återvända.
Lohengrin har gett Richard Wagner uppslaget till hans opera med samma namn.